# ألبرتو فورتيس
ألبرتو فورتيس (بالإسبانية: Alberto Fortes)‏ هو مؤلف وطاهي إسباني، ولد في 23 سبتمبر 1958 في ميورقة في إسبانيا.

## وصلات خارجية
- الموقع الرسمي